# Голема река (Богданска планина)
Голема река (на гръцки: Μεγάλο ρέμα, Мегало, в превод Голяма река) е река в Нигритско, Егейска Македония, Гърция.

## Път
Реката извира от Богданската планина (Вертискос), източно под връх Петало под името Сали Милос. Приема големия си десен приток Раково и тече най-общо в източна посока. След вливането на десния приток Лясколака променя посоката си на северозападна. Излиза от планината при село Лъджа (Терма), извива на север и като регулиран канал се влива в Струма като десен приток в местността Кара Орман.

## Водосборен басейн
→ ляв приток, ← десен приток
- ← Раково

- → Дасали Бурун

- ← Заим

- ← Ракаро
- ← Кюрюн Бурун
- ← Клефтолака
- ← Лясколака
- ← Аркудолака
- ← Кара Пърнар (от 1968 година Пурнарорема)
- → Лагатрис
- ← Крамидолакос (Вагияс Лакос)